# Harnessing Ruin
Harnessing Ruin är det amerikanska death metal-bandet Immolations sjätte studioalbum, släppt februari 2005 av skivbolaget Listenable Records.

## Låtförteckning
1. "Swarm of Terror" – 3:19
2. "Our Savior Sleeps" – 3:41
3. "Challenge the Storm" – 4:01
4. "Harnessing Ruin" – 4:36
5. "Dead to Me" – 5:46
6. "Son of Iniquity" – 6:12
7. "My Own Enemy" – 6:52
8. "Crown the Liar" – 4:58
9. "At Mourning's Twilight" – 5:13

- Text och musik: Immolation

## Medverkande
Musiker (Immolation-medlemmar)
- Ross Dolan – sång, basgitarr
- Robert Vigna – gitarr
- Bill Taylor – gitarr
- Steve Shalaty – trummor

Produktion
- Paul Orofino – producent, ljudtekniker, ljudmix, mastering
- Sven (Sven de Caluwé) – omslagsdesign, omslagskonst